# SRF school
SRF school ist ein multimediales Bildungsangebot des Schweizer Radio und Fernsehen. Auf der Webseite stehen Videos zur Verfügung, die für den Einsatz in der Schule konzipiert sind. Zudem finden Lehrpersonen dort Unterrichtsmaterial in Form von Zusammenfassungen, Unterrichtseinheiten und Arbeitsvorschlägen.

## Inhalt
Die Beiträge richten sich an Schüler der Primar-, Sekundar- und Gymnasialstufe und decken lehrplanrelevante Themen ab. Beiträge, die für die Volksschule gedacht sind, orientieren sich am Lehrplan 21. Am Samstag werden diese Beiträge auf SRF 1 ausgestrahlt, jeweils von 10.30 bis 12 Uhr. Der überwiegende Teil der Beiträge ist deutschsprachig, vereinzelte Beiträge werden aber auch in den anderen Landessprachen der Schweiz - Französisch, Italienisch und Rätoromanisch - angeboten. Zudem gibt es für den Englischunterricht auch englischsprachige Videos.
Zahlreiche Beiträge beschäftigen sich mit dem Thema Medienkompetenz. Dabei werden Aspekte wie Datenschutz, Fake News, Soziale Medien, Videospiele, Programmiersprachen oder Sexting und Cybermobbing beleuchtet. Themen, welche die Lebenswelt der heutigen Jugend tangieren und auch im Lehrplan 21 vorkommen.

## Geschichte des Schulfernsehens

### Schulfunk als Vorreiter
Den Schulfunk als Radiosendung führte die Schweizerische Radio- und Fernsehgesellschaft (SRG) bereits am 1. November 1931 ein, nachdem seit dem 28. Oktober 1929 erste Schulfunk-Versuchssendungen ausgestrahlt wurden. Zusammen mit den Lehrkräften entstanden pro Jahr etwa zwanzig Radiosendungen. Jahre später, im Dezember 1944, informierte sich die Schulfunkkommission Beromünster über das Wesen und die Bedeutung des Fernsehens – lange vor dem Beginn des Schweizerischen Fernseh-Versuchsbetriebes. Bis sich das Schulfernsehen durchzusetzen vermochte, vergingen aber noch 20 Jahre.

### Widerstände
Gegen die Idee eines Schulfernsehens machte sich reger Widerstand breit. Teile der Lehrerschaft lehnten die Einführung des Schulfernsehens ab. Sie sorgten sich um das «imaginative Vermögen des Kindes», das durch die Bilderflut einer «fragwürdigen Sache» – dem Fernsehen – gelähmt würde. Das Schulfernsehen werde die Menschen nicht zur Ruhe, zur Besinnlichkeit und zum Nachdenken führen – im Gegenteil. Auch wurde darauf hingewiesen, dass angesichts des engen Stundenplans für den Einsatz des Fernsehens in der Schule die Zeit fehle.
Zahlreiche Politiker, unter anderem auch der damalige Bundesrat und Vorsteher des eidgenössischen Post- und Eisenbahndepartements, Giuseppe Lepori, lehnten die Einführung des Schulfernsehens ab. Der Bundesrat wollte im Herbst 1956, als der Verfassungsartikel über das Radio und Fernsehen zur Diskussion stand, jeglichen Anschein einer offiziellen Propaganda für das Fernsehen vermeiden. Zudem seien Fernseh-Schulfunksendungen «gewiss nicht das Dringendste, auch nicht bei einer definitiven Einführung des Fernsehens».
Trotz dieser Widerstände gelang es am 14. Juni 1961 der Schulfunkkommission dann doch, einen Schulfernseh-Versuch durchzuführen. Dabei wurden die Sendungen «Plankton» mit Hans A. Traber und «Sonnenfinsternis» ausgestrahlt. Insgesamt sahen 225 Schulklassen diese Beiträge. Die teilnehmende Lehrerschaft wurde aufgefordert, den Versuch kritisch zu prüfen und im Anschluss einen Fragebogen auszufüllen.

### Offizielle Versuchsreihe
Bei vielen Pädagogen fanden, trotz anfänglicher Skepsis, die Versuchssendungen eine überwiegend positive Zustimmung. Dies ebnete den Weg für einen regelmässigen Schulfernsehbetrieb in der deutschsprachigen Schweiz. So wurde drei Jahre später, am 10. Juni 1964, eine offizielle Versuchsreihe lanciert. Die erste Sendung «Das Parlament» berichtete in schulmeisterlicher Manier über Kontinuität und Veränderungen in der Schweizer Demokratie. Der Moderator Hans May war zugleich Lehrer. Er sass hinter einem grossen Pult und dozierte in die Kamera.
Die erste Schweizer Schulfernsehsendung wurde somit noch vor der Einführung des Farbfernsehens und der Schaltung des ersten Werbespots ausgestrahlt. In dieser Pionierzeit mussten die hochdidaktischen Sendungen des Schulfernsehens klassenweise, oft im Singsaal, angeschaut werden.

### Institutionalisierung
Die im Jahr 1964 lancierte Versuchsreihe wurde fortgeführt, bis 1981 eine Zusammenarbeit zwischen der SRG und der Konferenz der Schweizerischen Erziehungsdirektoren (EDK) zustande kam, basierend auf einer Leistungsvereinbarung zwischen den Institutionen. Offiziell war das Schulfernsehen dann erstmals 1985 auf Sendung.
Anfang der 1980er-Jahre wurde die VHS-Kassette eingeführt. Sie bedeutete einen entscheidenden Schritt für die Nutzung des Schulfernsehens. Erst so konnten die Lehrpersonen TV-Beiträge aufnehmen und dann zeigen, wann sie wollten - unabhängig von der TV-Ausstrahlung. Dies ermöglichte es ihnen auch, Beiträge zu pausieren oder zurückzuspulen. Ab Mitte der 1990er-Jahre löste die DVD allmählich die VHS-Kassetten ab.
Ab 1981 begleitete das Fachmagazin «Achtung Sendung» die Beiträge des Schulfernsehens und lieferte Unterrichtsmaterial. Sieben Mal jährlich erschien diese Printpublikation. Entwickelt wurde sie vom damaligen Redaktionsleiter Felix Brugger in Kooperation mit der Interkantonalen Lehrmittelzentrale (ILZ). Die Zeitschrift beinhaltete eine Programmvorschau, mit der Lehrpersonen das Angebot des Schulfernsehens leichter verfolgen und aufzeichnen konnten. Zudem beinhaltete diese auch Inhaltszusammenfassungen mit Zeitangaben, Lernziele für die Schülerinnen und Schüler und Unterrichtsmaterial in Form von Lektionsskizzen und Arbeitsblättern. Ende 2007 wurde das Fachmagazin «Achtung Sendung» eingestellt.
Mit schulfernsehen.ch wagte sich das Schulfernsehen am 1. Oktober 2000 erstmals ins Internet. Auf der Webseite standen einzelne Videos online zur Verfügung – und die DVDs wichen allmählich dem Video on Demand (VoD). Seit 2002 wurden auf der Webseite auch unterstützende Zusatzmaterialien wie Inhaltsangaben, Lektionsskizzen oder Beobachtungsblätter für Lehrpersonen und Schülerinnen und Schüler angeboten.

### Sendenamen
Bis zum 18. Mai 2007 lief die Sendung unter dem Titel «Schulfernsehen». Ab dem 21. Mai 2007 hiess die Sendung dann «SF Wissen mySchool» und ab dem 30. August 2010 «SF mySchool». Die vorletzte Namensänderung erfolgte im Dezember 2012 hin zu «SRF mySchool», die letzte Namensänderung dann im September 2021 hin zu «SRF school».

## Übersicht und ausgewählte Beiträge

### Medien und Informatik
- «Frag Fred»: Was ist ein Pixel? Wie funktionieren Suchmaschinen? Roboter Fred beantwortet Fragen rund um das Thema Medienkompetenz.
- «World Wide Wir: Liken, sharen, posten»: Die digitale Welt steckt voller Möglichkeiten und Herausforderungen.
- «Fake News - Wie erkennen?»: Falschnachrichten können täuschend echt wirken – darin liegt ihre Macht. Vier Tipps, um sie dennoch zu erkennen.
- «Sexting»: Ein sexy Selfie für die Liebste oder den Schwarm, per Handy verschickt, das hat seinen Reiz. Doch die Sache kann böse enden.

### Berufswelt
- «Duales Berufsbildungssystem»: Die Kombination von betrieblicher und schulischer Ausbildung eröffnet Jugendlichen vielfältige Berufswege und Chancen.
- «Berufsbilder»: Vom Automatiker bis zum Winzer: Ein Blick auf die verschiedenen Lehren der dualen Berufsbildung in der Schweiz.

### Wirtschaft und Politik
- «Jung und überschuldet»: 24 Jahre jung und 30 000 Franken Schulden. Eine junge Erwachsene erzählt von ihrem Kampf gegen die Überschuldung.
- «Die Politik unserer Nachbarn»: Wie man in unseren Nachbarländern bis an die politische Spitze gelangt.
- «Swiss Made»: Rivella, Pralinen oder Zahnbürsten – so werden Schweizer Produkte hergestellt.
- «Politik und Gesellschaft»: Mitbestimmen auf vielen Ebenen – die Schweizer Demokratie ist komplex. Ein Überblick.

### Geschichte und Geografie
- «Bergwelt Schweiz»: Eine Reise durch die Schweizer Alpen: von den Folgen des Klimawandels, über den Massentourismus bis zum Bergbauerntum.
- «Helveticus»: Animiert, witzig und lehrreich: Mythen und Fakten der Schweizer Geschichte neu erzählt.
- «Der Generalstreik»: 1918 kam es in der Schweiz beinahe zu einem Bürgerkrieg. Am Höhepunkt der Krise stand das Land zwei Tage lang still.
- «Ralph und die Dinosaurier»: Eine abenteuerliche Reise in die Welt der «schrecklich grossen Echsen».

### Gesellschaft, Ethik & Religion
- «Ayham - Mein neues Leben»: Um dem Krieg zu entfliehen muss Ayham Syrien verlassen. In der Schweiz beginnt für den Jungen ein neues Leben.
- «Die Selbstversorger»: Fünf Menschen erzählen, wie es ist, von und mit der selbst hergestellten Energie zu leben.
- «Odyssee animiert»: Nach der Schlacht um Troja will Odysseus nur noch heim. Er ahnt nicht, dass das grosse Abenteuer noch auf ihn wartet.
- «Filosofix»: In animierten Kurzfilmen fragt «Filosofix» nach dem Sinn, der Logik und der Moral unseres Lebens.
- «Er - sie - was? - Wenn das Geschlecht nicht fix ist»: Sie haben einen männlichen Körper und fühlen sich als Frau – oder umgekehrt. Transmenschen: was sie sind, und was nicht.

### Physik, Chemie & Biologie
- «Strom»: Von A wie Ampere bis Z wie Zink-Kohle-Batterie – die Reihe «Strom» klärt Fragen rund um die elektrische Energie.
- «Einfach Physik!»: Was passiert, wenn man mit einem Laserstrahl auf einen aufgeblasenen Ballon zielt? Antworten liefert «Einfach Physik!».
- «Fische»: Auf Tauchstation in Schweizer Gewässern, wo es den Fischen gar nicht so gut geht, wie man meinen könnte.

### Sprachen
- «Rendez-vous à Nice»: Docu soap en français: quatre lycéens et leur vie sur la Côte d’Azur, sur fond de romances et d'intrigues.
- «Teens in the USA»: Six teenagers, two cities and countless hobbies and wishes – young people in the USA have many different lifestyles.
- «Schreib mit!»: Geschichten schreiben leicht gemacht! Zwei junge Schreiberlinge und eine Schriftstellerin zeigen, wie es gelingt.

### Gestalten und Musik
- «Lektion Dada - Anti-Kunst macht Schule»: So wie die Dadaisten Literatur, Tanz und Handwerk neu kombinierten, bietet Dada im Unterricht überraschende Zugänge.
- «Die kleine Kinoschule»: Mit erfahrenen Filmproduzenten und jungen Schauspielerinnen auf den Spuren der Film-Magie.
- «Der Opernführer»: Liebe, Sex und Crime. Klingt wie ein Hollywood-Streifen, ist aber Oper. Der Opernführer erklärt.
- «Die Schweiz bauen»: Schräg, faszinierend, innovativ: Architekten und Ingenieure prägen die Schweizer Landschaft. Ihre Bauten sind Unikate.
- «Mare Nostrum - Ein Konzert. Eine Reise.»: Wenn 3 Generationen aus 11 Nationen und 3 Weltreligionen auf die Kraft der mediterranen Musik treffen.

### Sport
- «Jonas - Flying High»: Geduld, hartes Training und eine grosse Portion Mut: Das braucht Jonas, um mit seinem Snowboard abzuheben.
- «Mein Körper, mein Werk»: Wenn der Körperkult für Jugendliche zum alles bestimmenden Mantra wird, birgt das auch Gefahren.
- «Einzelsport»: Einzelsportlerinnen wie Kaitlyn McGregor schätzen die Unabhängigkeit. Aber ganz ohne Team geht es dann doch nicht.

### Webserie «Clip und klar!»
In den Erklärvideos der Webserie «Clip und klar!» beantworten die Moderatoren Raphi und Reena Fragen aus allen Bereichen, die in der Primarstufe behandelt werden. Die kurzen YouTube-Videos orientieren sich am Lehrplan 21 und stellen den Spass am Wissen in den Vordergrund.